# Monodelphis handleyi
Monodelphis handleyi é uma espécie de marsupial da família Didelphidae. Endêmica do Peru, onde está restrita a localidade-tipo entre os rios Yavari e Ucayali.